# اسپکترالون

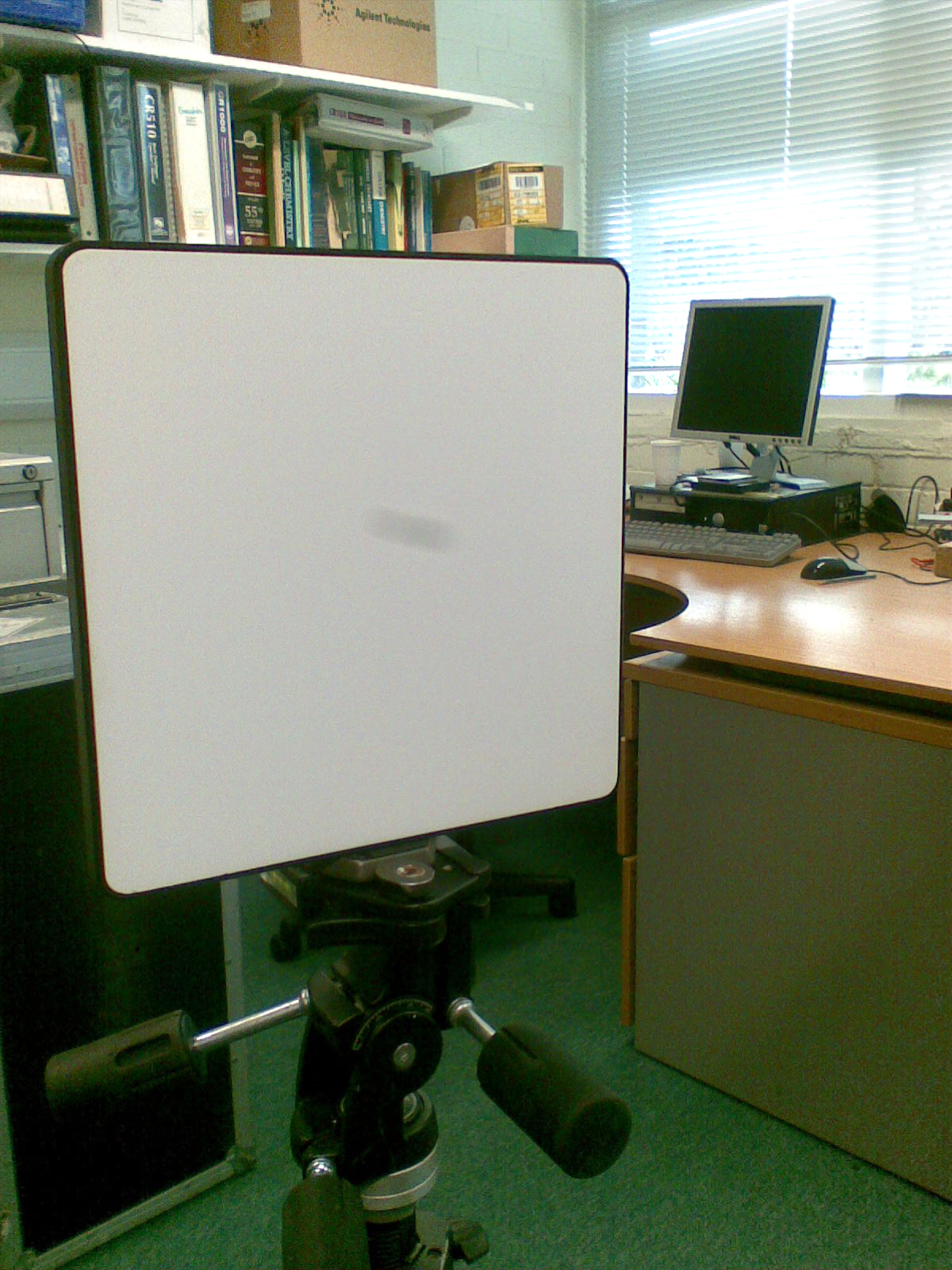
یک لوح از جنس اسپکترالون.

اسپکترالون (انگلیسی: Spectralon) یک ماده فلوئوروپلیمری است که بالاترین میزان بازتابش پراکنده را در بین تمام مواد یا پوشش‌های شناخته شده در مناطق فرابنفش، مرئی و نزدیک به فروسرخ طیف دارد. این ماده رفتار لامبرتی بالایی از خود نشان می‌دهد و می‌توان آن را به اشکال مختلفی برای ساخت اجزای نوری مانند اهداف کالیبراسیون، کره‌های انتگرالی و حفره‌های پمپ نوری برای لیزرها ماشین‌کاری کرد.
اسپکترالون به دلیل بازتابش بسیار بالا و پراکنده، در کاربردهای کالیبراسیون و اندازه‌گیری در زمینه‌های مختلفی مانند طیف‌سنجی، سنجش از دور، تصویربرداری پزشکی و نورپردازی استفاده می‌شود. همچنین به دلیل پایداری حرارتی و شیمیایی بالا، در محیط‌های سخت و در دماهای بالا قابل‌استفاده است.
سه گرید از مواد بازتابنده اسپکترالون در دسترس است: گرید نوری، گرید لیزری و گرید فضایی. اسپکترالون گرید نوری دارای بازتابش بالا و رفتار لامبرتی است و در درجه اول به عنوان یک استاندارد مرجع یا هدف برای کالیبراسیون طیف‌سنج‌ها استفاده می‌شود. اسپکترالون گرید لیزری دارای ویژگی‌های فیزیکی مشابه ماده گرید نوری است، اما فرمولاسیون متفاوتی از رزین است که هنگام استفاده در حفره‌های پمپ لیزر عملکرد بهتری را ارائه می‌دهد. اسپکترالون در انواع لیزرهای «پمپ جانبی» استفاده می‌شود.